# 巨棘角鮟鱇科
巨棘角鮟鱇科是輻鰭魚綱鮟鱇目的其中一科。

## 分類
巨棘角鮟鱇科下分3個屬，如下：

### 大角鮟鱇(巨棘角鮟鱇)屬 （Gigantactis）
- 巴氏大角鮟鱇（Gigantactis balushkini）：又稱巴氏巨棘鮟鱇。
- 艾氏巨棘角鮟鱇（Gigantactis elsmani）：又稱依氏大角鮟鱇。
- 深口巨棘角鮟鱇（Gigantactis gargantua）：又稱深口大角鮟鱇。
- 吉氏大角鮟鱇（Gigantactis gibbsi）：又稱吉氏巨棘角鮟鱇。
- 戈氏大角鮟鱇（Gigantactis golovani）：又稱戈氏巨棘角鮟鱇。
- 細尾大角鮟鱇（Gigantactis gracilicauda）：又稱細尾巨棘角鮟鱇。
- 赫氏巨棘角鮟鱇（Gigantactis herwigi）：又稱赫氏大角鮟鱇。
- 鏽色大角鮟鱇（Gigantactis ios）：又稱鏽色巨棘角鮟鱇。
- 克氏大角鮟鱇（Gigantactis kreffti）：又稱克氏巨棘角鮟鱇。
- 長尾巨棘角鮟鱇（Gigantactis longicauda）：又稱長尾大角鮟鱇。
- 長鬚大角鮟鱇（Gigantactis longicirra）：又稱長鬚巨棘角鮟鱇。
- 長棘大角鮟鱇（Gigantactis macronema）：又稱長棘巨棘角鮟鱇。
- 米氏巨棘角鮟鱇（Gigantactis meadi）：又稱米氏大角鮟鱇。
- 小齒巨棘角鮟鱇(Gigantactis microdontis)：又稱小齒大角鮟鱇。
- 小眼巨棘角鮟鱇（Gigantactis microphthalmus）：又稱小眼大角鮟鱇。
- 帕氏大角鮟鱇（Gigantactis paxtoni）：又稱帕氏巨棘角鮟鱇。
- 扁瓣大角鮟鱇（Gigantactis perlatus）：又稱扁瓣巨棘角鮟鱇。
- 薩氏巨棘角鮟鱇（Gigantactis savagei）：又稱薩氏大角鮟鱇。
- 梵氏巨棘角鮟鱇（Gigantactis vanhoeffeni）：又稱梵氏大角鮟鱇。
- 沃氏大角鮟鱇（Gigantactis watermani）：又稱沃氏巨棘角鮟鱇。

### 吻長角鮟鱇屬（Rhynchactis）
- 吻巨棘角鮟鱇（Rhynchactis leptonema）：又稱吻長角鮟鱇。
- 巨絲吻巨棘角鮟鱇（Rhynchactis macrothrix）：又稱長絲吻長角鮟鱇
- 短絲吻長角鮟鱇（Rhynchactis microthrix）